# 사건 기반 프로그래밍
사건 기반 프로그래밍(영어: Event-driven programming; EDP)은 사용자의 입력과 같은 '사건'을 통해 작동되는 프로그래밍 방식이다.

## 같이 보기
- 하드웨어 기술 언어
- 인터럽트
- 제어 반전
- 메시지 지향 미들웨어
- 프로그래밍 패러다임
- 발행-구독 모델
- 반응자 패턴